# Sonnen
Sonnen è un comune tedesco di 1 476 abitanti, situato nel land della Baviera.